# Ташкенбаев, Алишер Холмурадович
Алишер Холмурадович Ташкенбаев (род. 1947, Самарканд) — советский и узбекский винодел, а также политик. Заслуженный работник сельского хозяйства Узбекистана (1993).

## Биография
Алишер Ташкенбаев родился в 1947 году в Самарканде.
Окончив среднюю школу, в 1965 году поступил в Самаркандский сельскохозяйственный институт, окончил его в 1970 году по специальности «учёный агроном». В том же году начал трудовую деятельность агрономом в совхозе «Булунгур», который специализировался на виноградарстве и виноделии.
В 1971—1972 годах проходил срочную службу в Советской Армии.
В 1972—1977 годах работал главным агрономом, первым заместителем директора специализированного Самаркандского садвинсовхозтреста «Узплодоовощвинпрома». В 1977—1986 годах был вторым секретарём Булунгурского райкома и инструктором сельскохозяйственного отдела ЦК Компартии Узбекистана. В 1986—1991 годах был председателем Бухарского облисполкома, инструктором ЦК Компартии Узбекистана. В 1991—1993 годах руководил концерном «Узплодоовищвинпром». В 1997—2002 был директором Института овощебахчевых культур. В 2002 году стал начальником главного управления «Узвинпром-холдинг».
Со второй половины 80-х также активно занимался политической деятельностью. В 1985—1999 годах избирался депутатом Верховного Совета УзССР XI (был также председателем агропромышленного комитета) и XII созывов, а также первого созыва Олий Мажлиса. С 3 апреля 1993 до сентября 1996 года был хокимом Джизакской области.
Ташкенбаев является кандидатом сельскохозяйственных наук (1973), написал ряд научных работ и книг по виноградарству и виноделию. В 1995 году награждён Почётной грамотой Кыргызской Республики за заслуги в укреплении дружбы между народами Кыргызстана и Узбекистана, а также подготовке и проведении мероприятий, посвящённых 1000-летнему юбилею эпоса «Манас» (1995).